# بخش خولموگورسکی
بخش خولموگورسکی (به لاتین: Kholmogorsky District) یک منطقهٔ مسکونی در روسیه است که در استان آرخانگلسک واقع شده‌است.